# 김대식 (1969년)
김대식(1969년 ~ )은 대한민국의 과학자이다. 뇌과학 분야 전문가이다.

## 생애
12세 때 사업하는 부모를 따라 독일로 이민을 가 그곳에서 초등학교·중학교·고등학교·대학교를 나왔고, 미국에서 교수 생활을 했다. 독일의 교육은 김대식에게 근본적인 질문에 대해 토론할 수 있는 기회를 많이 제공했고, 이를 통해 김대식은 세상에 대해 질문들을 던지며 성장했다. 대학 학부생 때 인공지능에 관심을 갖고 수개월씩 밤을 새우며 ‘탁구 치는 로봇’을 만들었다. 그러면서 '어린 아이도 하는 간단한 동작들을 왜 기계는 못하는지, 기계는 간단히 풀어내는 계산을 인간은 왜 못하는지'에 대해 스스로 질문을 하다 뇌과학을 전문적으로 연구하기 시작했다. 그리고 '우리는 누구인지, 왜 존재하는지, 삶은 어떤 의미가 있어야 하는지' 등 'Big Question'을 제기하는 뇌과학자로서 활동을 시작하였다.
독일 막스플랑크뇌과학연구소에서 뇌과학으로 석·박사학위를 취득하였고, 미국 MIT 대학에서 박사후 과정을 밟았다. 일본 이화학(RIKEN)연구소에서 연구원으로 근무한 후 미국 미네소타 대학교, 보스턴 대학교 등의 교수 생활을 거쳐 2009년부터 KAIST 교수로 재직하였다. 뇌과학, 뇌공학, 인공지능 등을 연구하였고, 저서 《김대식의 빅퀘스천》(2014년)에서는 뇌과학 분야뿐 아니라 철학, 문학, 역사 등을 통해 뇌과학과 인간의 존재 이유에 대해 뇌의 작동 원리와 인간 사회의 작동 원리에 입각해 과학적으로 풀어냈다.

## 학력
- 1987년 ~ 1992년:다름슈타트공과대학교 심리학, 컴퓨터 과학 학사
- 1991년 ~ 1992년:막스플랑크뇌연구소 인지심리학 석사
- 1992년 ~ 1994년:막스플랑크뇌연구소 신경생물학 박사

## 경력
- 1999년 ~ 2003년:미국 미네소타대학교 의과대학 자기공명연구센터 조교수
- 2003년 ~ 2009년:미국 보스턴대학교 생체의학이미지센터 부교수
- 2009년 ~ :카이스트 정보과학기술대학 전자 및 전기공학과 교수
- 2011년 ~ 2012년 5월:카이스트 정보과학기술대학 전자 및 전기공학과 부학과장
- 2011년 ~ :코오롱 카이스트 라이프스타일 이노베이션센터 이사

## 저서
- 《내 머릿속에선 무슨 일이 벌어지고 있을까》. 문학동네. 2014년. ISBN 9788954625043
- 《김대식의 빅퀘스천》. 동아시아. 2014년. ISBN 9788962620887
- 《김대식의 인간 vs 기계》. 동아시아. 2016년. ISBN 9788962621358
- 《그들은 어떻게 세상의 중심이 되었는가》. 21세기북스. 2019년

ISBN 9788950981372
•《메타버스 사피엔스》동아시아. 2022년